# Droga bez powrotu 2
Droga bez powrotu 2 (ang. Wrong Turn 2 lub Wrong Turn 2: Dead End) – amerykański film fabularny (horror, właśc. slasher/gore) z 2007 roku, który odniósł spory sukces komercyjny i zdobył w dużej mierze pozytywne opinie krytyki. Kontynuacja dochodowej Drogi bez powrotu Roba Schmidta z 2003 roku. Film wyreżyserował debiutant Joe Lynch.
Powstał sequel filmu: Droga bez powrotu 3 (2009) w reżyserii Declana O’Briena, a następnie trzy kolejne kontynuacje.

## Fabuła
Akcja sequela rozgrywa się dziewięć lat od wydarzeń przedstawionych w poprzedniku. Telewizyjna gwiazdka Kimberly (Kimberly Caldwell) ma wziąć udział w nowym reality-show Apokalipsa: Ostateczny surwiwalista, którego akcja będzie rozgrywać się w przestrzennych i odległych lasach Wirginii Zachodniej. Podczas podróży na plan programu, rozmawiając ze swoim agentem przez telefon komórkowy, potrąca przypadkiem mężczyznę. Przerażona, postanawia udzielić mu pomocy. Ten jednak okazuje się być kanibalem i atakuje kobietę. Kimberly zostaje zabita przez innego genetycznego mutanta, który zaciąga jej zwłoki w głąb lasu.
Następnie poznajemy piątkę obcych sobie młodych ludzi, którzy biorą udział w tym samym show, co niedoszła jego kandydatka Kimberly: Elenę, która jest piękna i żądna sławy (Crystal Lowe), sympatycznego sportowca Jake’a (Texas Battle), żołnierkę-lesbijkę Amber (Daniella Alonso), ekstrawertycznego podrywacza Jonesy'ego (Steve Braun) i niezależną dziewczynę z problemami Ninę (Erica Leerhsen), która, jak twierdzi, do szeregu uczestników programu przystąpiła tylko po to, aby go wygrać i zdobyć oferowane przez realizatorów pieniądze. Program prowadzi komandos Dale Murphy (Henry Rollins). Po tym, jak Kimberly się nie pojawia, jej miejsce przejmuje producentka Mara (Aleksa Palladino). Gdy ekipa wyrusza do głębi lasu, mutanty ocalałe w pierwszej części filmu, mordują drugiego z producentów. Następnie atakują i porywają Dale’a. Tymczasem Mara jest świadkiem jak Elena uprawia seks oralny z jej chłopakiem, operatorem Michaelem (Matthew Currie Holmes). Chcąc wrócić do domu, razem z Niną wyrusza na poszukiwania telefonu wśród pobliskich mieszkańców, ponieważ telefony komórkowe nie odbierają zasięgu. W opuszczonej chacie w sercu lasu nie znajdują telefonu, jednak zjawiają się w niej jej mieszkańcy, którymi okazują się być zmutowane kanibale, które zabiły już jednego z członków ekipy realizatorskiej. Nina i Mara są świadkami porodu jednej z członkiń rodziny. Dziewczyny uciekają z chaty, jednak Mara zostaje zabita uderzeniem siekiery w głowę. Nina podąża w kierunku centrum realizatorskiego, by powiadomić o zagrożeniu ekipę. Niestety, jest już za późno: Elena zostaje zabita przez jedną z kanibalek, która była zazdrosna o swojego brata, masturbującego się w ukryciu na jej widok, a Michael zostaje dźgnięty strzałą, następnie zabrany do chaty mutantów i później zdekapitowany. Tymczasem pojmany wcześniej Dale jest torturowany przez kanibala, zwanego Trzypalczastym. Wykorzystuje jednak moment, uwalnia się z sideł i zabija go.
Jake, Amber i Jonesy zostają zaskoczeni przez Ninę, która po ucieczce od przeciwników, informuje ich o czyhającym niebezpieczeństwie. Trójka uczestników zdaje sobie sprawę, że mięso, przygotowane na grillu, które czekało na nich po powrocie z sesji nagraniowych, to w rzeczywistości fragmenty ciała Kimberly. Pozostali przy życiu uczestnicy uciekają z centrum realizatorskiego, jednak Amber i Jonesy szybko zostają zamordowani. Nina i Jake wkrótce trafiają do domu kanibali i odkrywają dziesiątki samochodów, należących do wcześniejszych ofiar szaleńców. Zostają jednak schwytani i uwięzieni. Wieczorem odbywa się kolacja, podczas której Jake zostaje związany i powieszony za ręce, a Nina jest przywiązana do krzesła i karmiona ludzkim mięsem. Na miejscu pojawia się Dale, który zabija dwóch z czterech przeciwników, i któremu ostatecznie zostaje poderżnięte gardło. Ninie udaje się uciec z potwornego domu, jednak słysząc krzyki Jake’a, powraca i ratuje mu życie, zabijając pozostałych przy życiu kanibali. Następnie w pośpiechu ucieka wraz z ocalałym odnalezionym samochodem Kimberly.
Film kończy się sceną, w której – jak się okazuje – pozostały przy życiu Trzypalczasty karmi krwią narodzone przez zmarłą krewną dziecko i daje mu ludzki palec do ssania, oraz śmiechem kanibala, mijającym się z pojawiającymi się kredytami końcowymi.

## Obsada
- Erica Leerhsen jako Nina Papas
- Texas Battle jako Jake Washington
- Henry Rollins jako Dale Murphy
- Matthew Currie Holmes jako Michael
- Daniella Alonso jako Amber
- Steve Braun jako Jonesy
- Crystal Lowe jako Elena
- Aleksa Palladino jako Mara
- Kimberly Caldwell jako Kimberly
- Wayne Robson jako starzec-pustelnik
- Ken Kirzinger jako Pa

## Produkcja i wydanie filmu
Zdjęcia do filmu powstały w stosunkowo krótkim czasie, ruszyły bowiem 29 maja 2006 roku, a zakończone zostały niewiele ponad miesiąc później, tj. 30 czerwca. Za lokacje atelierowe posłużyły Vancouver w Kanadzie i tereny zlokalizowane w okolicy.
Teaserowa zapowiedź filmu po raz pierwszy zaprezentowana została 25 lutego 2007 roku w trakcie Fangoria's Weekend of Horrors − corocznej imprezy zrzeszającej fanów horroru, kina exploitation i fantastyki naukowej. Około tygodnia później teaser zamieszczono w Internecie. Drugi z wczesnych trailerów filmu zmontował reżyser Joe Lynch; wydany został on w sieci 2 kwietnia '07, pół miesiąca wcześniej zaś − 18 marca, odbyła się także jego projekcja podczas zlotu WizardWorld w Los Angeles.
Pierwsze fotografie wykonane na planie zdjęciowym filmu trafiły na poświęconą horrorom witrynę Bloody-Disgusting.com oraz zostały zaprezentowane czytelnikom magazynu Fangoria. Światowa premiera samego filmu odbyła się 25 sierpnia '07 na London FrightFest Film Festival w Wielkiej Brytanii. 21 września projekcja Drogi bez powrotu 2 odbyła się podczas Austin's Fantastic Fest w Stanach Zjednoczonych. 9 października film (przy dystrybucji Fox Home Entertainment) wydano na rynku DVD w USA.

## Przyjęcie
Film został pozytywnie odebrany przez krytyków filmowych. Niedługo po jego premierze na rynku DVD/video krytyczny portal Rotten Tomatoes przypisał mu pochlebną opinię w postaci 78%; owa ocena oparta była na głosach dziewięciu profesjonalnych recenzentów. Albert Nowicki (filmweb.pl) okrzyknął obraz jako jeden z najlepszych horrorów 2007 roku, uznając, że „wykonany został w prawdziwą pasją do gatunku, pielęgnując jego obyczaj”.
W trakcie Gérardmer Film Festival Drodze bez powrotu 2 przyznano nagrodę w kategorii najlepszy film wydany na rynek video.
Wśród członków obsady aktorskiej z uznaniem krytyki spotkała się Erica Leerhsen, odtwórczyni roli głównej.